# Abeokuta
Abeokuta je mesto v Nigeriji in glavno mesto zvezne države Ogun. Je trgovsko in industrijsko središče, ki leži severno od Lagosa. V mestu je predelovalna industrija in univerza (ustanovljena 1983). Sredi Abeokute je granitna vzpetina Oluma z muzejem. Naselbina je nastala okoli leta 1830 kot zatočišče za ljudstvo Egba in osvobojene sužnje iz Sierre Leone.